# Wilhelm Wackernagel
Wilhelm Wackernagel, né le 23 avril 1806 à Berlin et mort le 21 décembre 1869 à Bâle, est un historien et philologue allemand.

## Biographie
Wilhelm Wackernagel est né le 23 avril 1806 à Berlin. Issu d’une famille d’érudits bâlois, son enfance a été très mouvementée : son père, un imprimeur de livres évangéliques, meurt en 1815 et trois ans plus tard sa mère subit le même sort. À la suite de ces drames, ses frères et sœurs, dont il est le cadet, s’occupent de lui. À treize ans, il se fait expulser de son école à la suite d'une mauvaise conduite. Il est contraint de rejoindre un monastère.
En 1824, il entre à l’Université de Berlin pour y étudier l’histoire allemande, en particulier la littérature et le vieil allemand. Durant ces études, son professeur, Karl Lachmann, l’a beaucoup inspiré. Il entame ses études universitaires en 1827 et réalise sa première œuvre : Zwölf mittelhochdeutsche lyrische Gedichte.
L’été suivant, il écrit son deuxième ouvrage qui s’intitule Gedichte eines fahrenden Schülers, un recueil de poèmes qu’il écrivit pendant ses années d’études à Berlin. Il écrit encore quelques ouvrages mineurs, qui vont néanmoins lui permettre d'accroitre sa popularité dans le monde littéraire germanique. Ses œuvres ont beaucoup de succès et ses confrères s’y intéressent. Karl Lachmann s’est montré un peu plus critique. En effet, il aurait préféré voir un travail plus recherché venant de sa part.
Sa passion majeure étant les langues, il étudie à partir de 1830 les langues romanes et médiévales pendant trois ans, à Göttingen, où il obtiendra son doctorat. Durant cette période, il a eu l’occasion de nouer de solides liens avec Karl Witte, qui lui, y étudiait le droit.
À partir de 1837, il devient professeur de langues et de littérature allemande à Bâle. En 1835, il rassemble ses forces pour écrire un nouvel ouvrage plus important que les précédents. Il aimerait écrire son propre dictionnaire. Ce sera en effet le plus grand ouvrage de sa vie, mais aussi le plus long à écrire, car entretemps il est devenu professeur de langues et de littérature allemande à Bâle. En 1843 la première partie de cet ouvrage est publiée. Il écrit la suite entre 1847 et 1853, dix-huit ans après avoir commencé. Il passe ensuite le reste de sa vie à enseigner à Bâle et à écrire un nouveau texte. Il meurt en 1869 à Bâle sans l'avoir finalisé. L. Sieber s'en chargera et le publiera en 1873.
Franc-maçon, il était Orateur de la Loge Freundschaft und Beständigkeit de Bâle.